# Uppsala slott
Uppsala slott är en slottsbyggnad i Uppsala i Uppland. Slottet har ett dominerande läge högt uppe på Kasåsen och syns på långt håll för den som närmar sig staden. Slottet är idag byggnadsminne. På slottet inträffade bland annat Sturemorden, beslutet om att Sverige skulle delta i 30-åriga kriget fattades här, och drottning Kristina abdikerade här år 1654 och många av Sveriges forntida kungar och drottningar levde och föddes här.
Uppsala slott är även residens för Landshövdingen i Uppsala län, som därmed även är Ståthållare på Uppsala slott och då ingår i de Icke tjänstgörande hovstaterna vid Kungliga hovet.

## Historia
Slottet började byggas 1549 som en befästning och ingick i den serie borgar som Gustav Vasa och hans söner uppförde som skydd mot utländska och inhemska fiender. År 1567 var de första boningsdelarna på slottet klara, och man kunde utrymma den gamla "Uppsala gård", och i maj samma år inträffade de omskrivna Sturemorden i slottets fängelsehåla. Efter en brand den 23 april 1572 omformades borgen och byggdes ut till ett representativt renässanspalats av Johan III och arbetet var inte avslutat förrän i 1600-talets början. En av dess viktigaste uppgifter blev att fungera vid kröningsfestligheter efter ceremonin i domkyrkan.
Karl IX höll sin kröningsmiddag i den då slottets nya rikssal 1607 även så hans son, Gustav II Adolf, 1617. Däremot följde ej Drottning Kristina traditionen. Detta för att Sverige hade blivit en stormakt och inte kunde kröna sin drottning i svåråtkomliga Uppsala.
År 1702 drabbades Uppsala av en stor stadsbrand där även slottet skadades. Trots att skadorna sannolikt var relativt måttliga dömdes hela slottet ut. Delar av huvudbyggnaden, det så kallade tvärslottet, revs för att få material till andra byggen. Vid återuppbyggnaden 1744 kortades tvärslottet och hela slottet byggdes om i franskklassisk stil. Ombyggnaden skedde efter Carl Hårlemans ritningar. Arbetena avbröts 1762 i brist på pengar. Den planerade norra flygeln blev aldrig uppförd och det är så vi ser slottet än idag. Arkitekter har även varit Henrik von Cöllen, Påvel Schütz, Franciscus Pahr, Antonius Watz med flera. När slottets fasader renoverades 2002–2003 återtogs Carl Hårlemans färgsättning från 1740-talet.
Efter 1700-talets arbeten flyttade såväl Länsstyrelsen som landshövdingen in i slottet, vilka efter branden 1702 varit inkvarterade i olika delar av staden. Stora delar av de färdigställda, men ej färdiginredda, rummen där nuvarande konstmuseet och Rikssalen ligger användes i perioder som fängelse (tills Cellfängelset söder om slottet stod klart 1862), torkvind, magasin och annan förvaring för Upplands regemente. Under 1872 tog arkitekten Adrian Crispin Peterson fram ombyggnads- och inredningsförslag för en festsal på slottet, han var Uppsalas ende praktiserande arkitekt vid tiden och e. o. konduktör på Överintendentsämbetet.
Även landstinget i Uppsala län kom att ha slottet som säte efter 1862 års kommunalreform och ett eget rum för landstingets sessioner, Landstingssalen, färdigställdes under 1900-talets början. Landstingssalen inreddes som tack till landstingets bidrag till slottets upprustande under tidigt 1900-tal och har därefter haft rätt att använda salen "för evinnerliga tider", numer utgör detta rum främst representationsutrymme. Rikssalen i dess nuvarande form utformades av Stockholms stadshus arkitekt Ragnar Östberg 1932-1935. Därefter har salen används för uthyrning, främst till jubilerande organisationer och till akademiska högtider enligt Rikssalsstiftelsens stadgar.

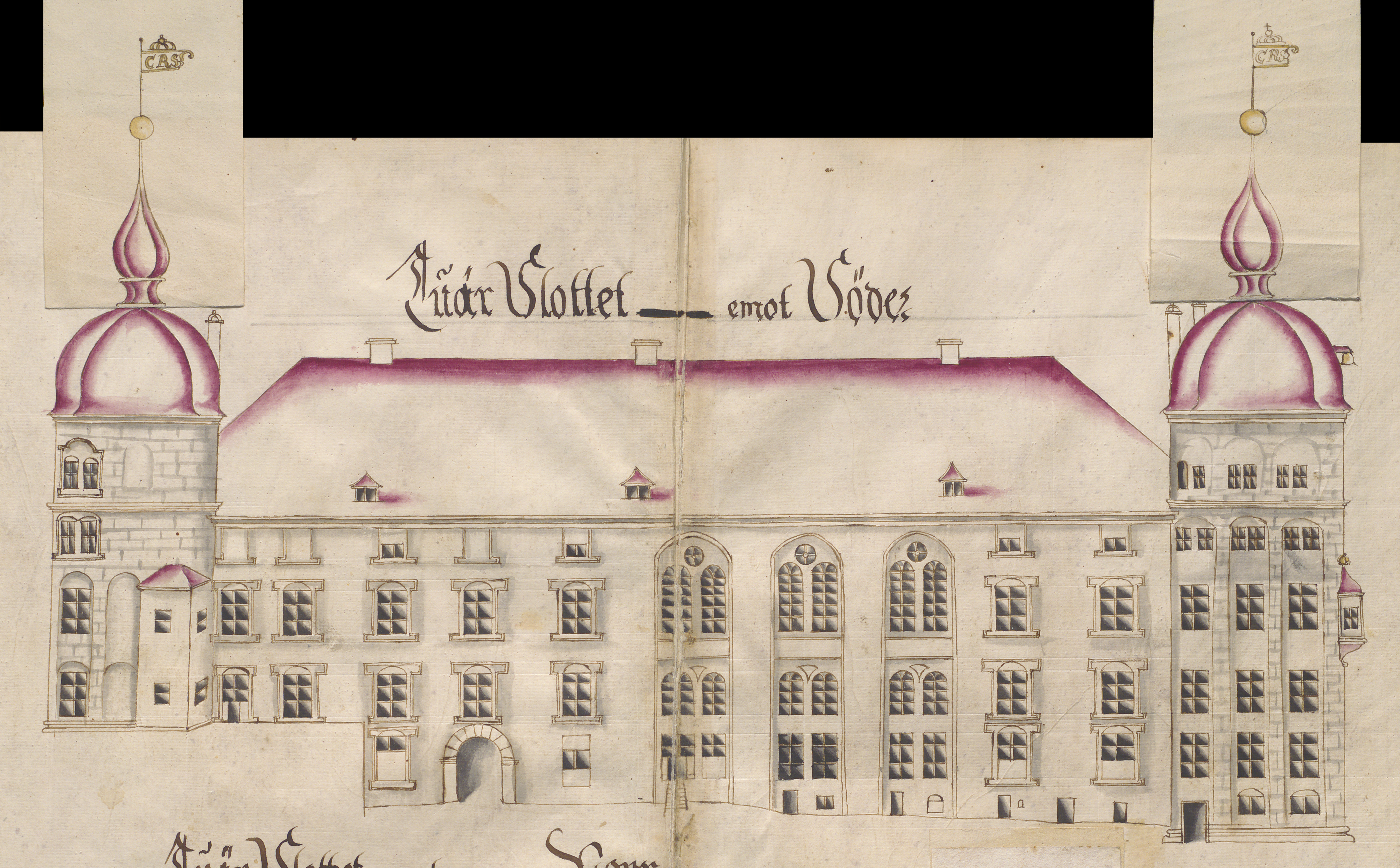
Uppsala slott mot söder, cirka 1680.
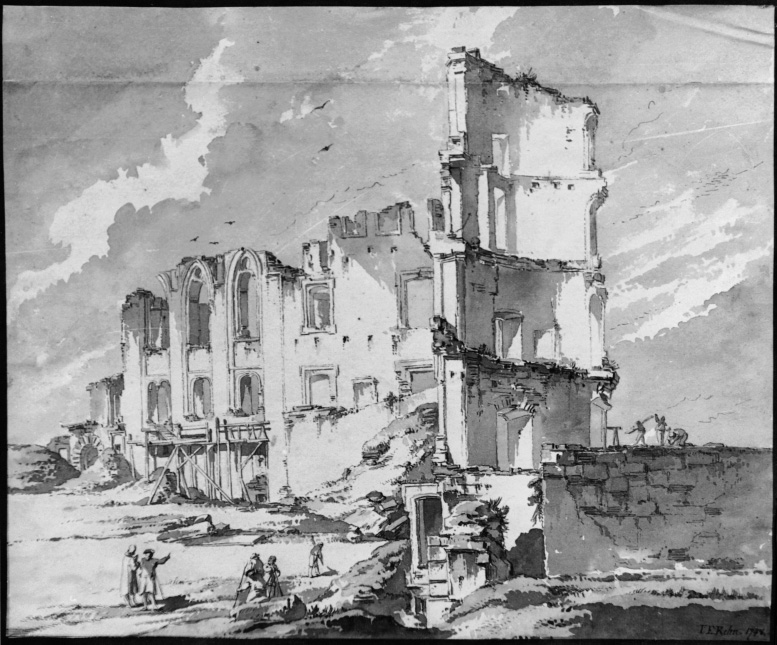
Södra längan efter branden 1702, på en laverad teckning av Jean Eric Rehn. (1748)
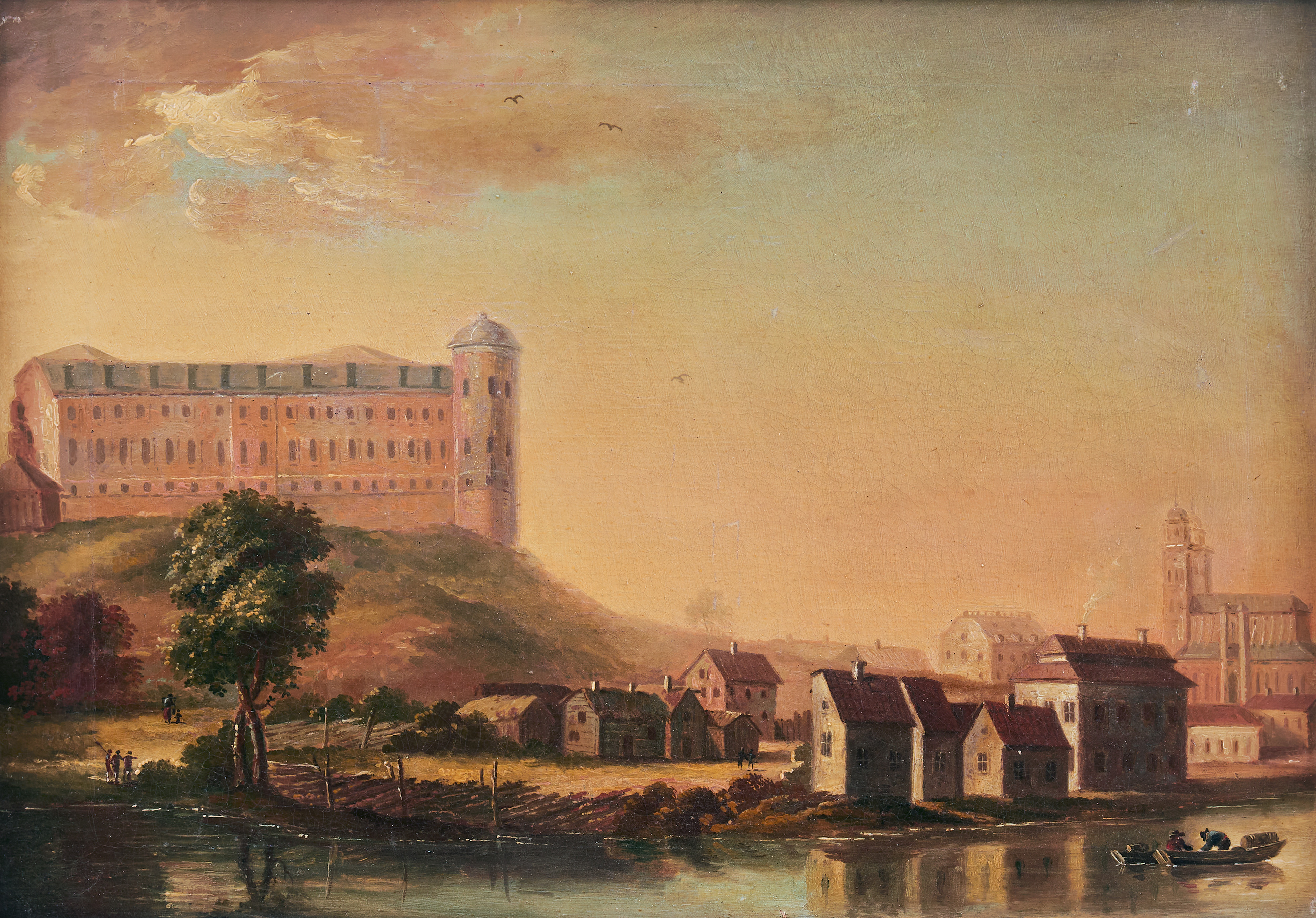
Uppsala slott år 1800, målning av Carl Peter Hilleström.
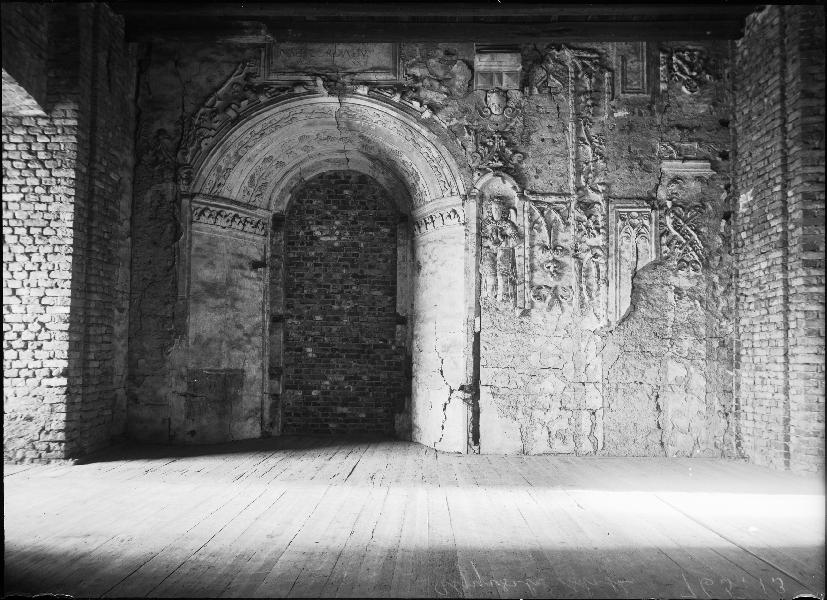
Resterna av Johan III:s slottskyrka, på ett foto från 1902.
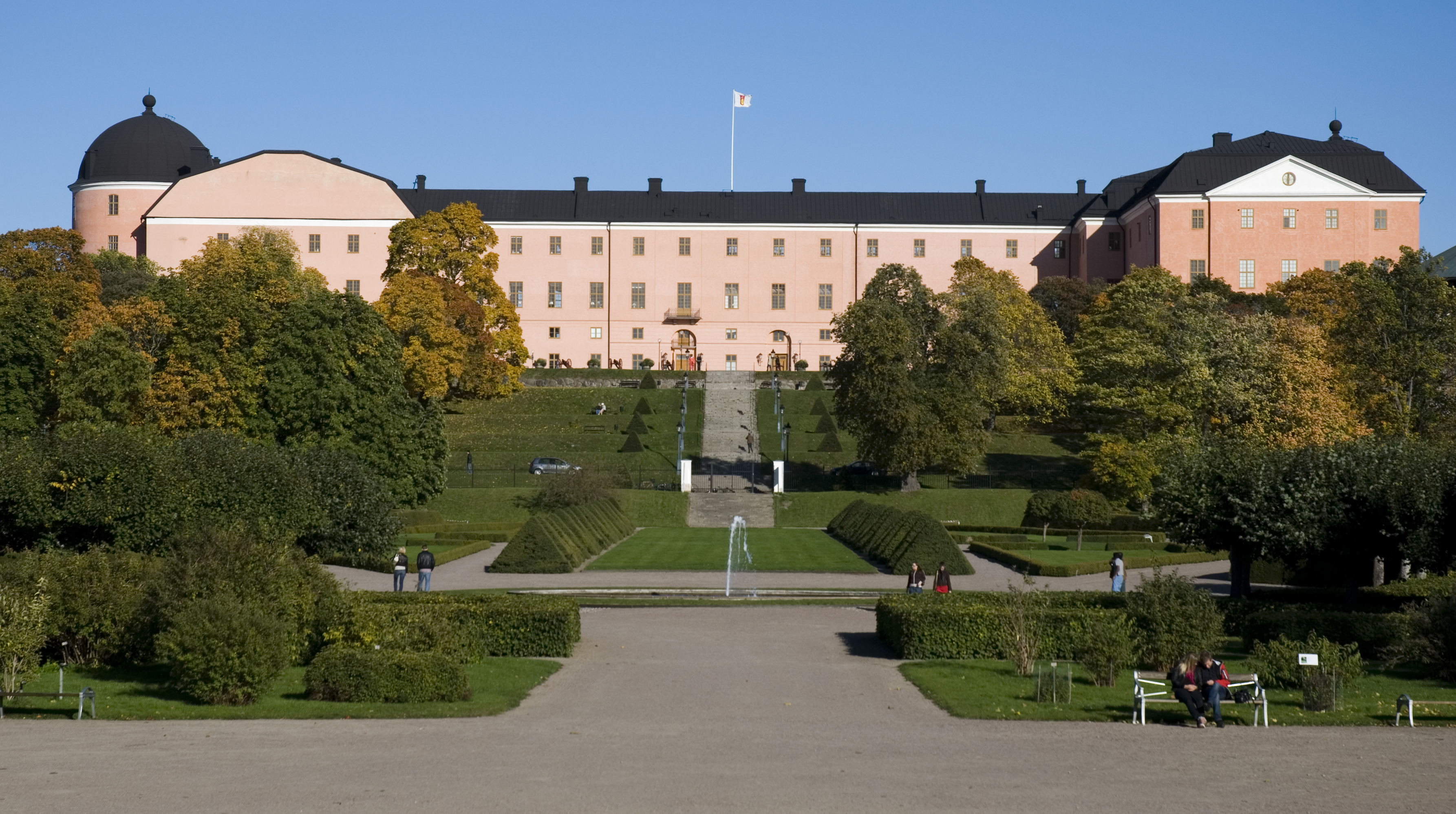
Uppsala slott sett från botaniska trädgården.
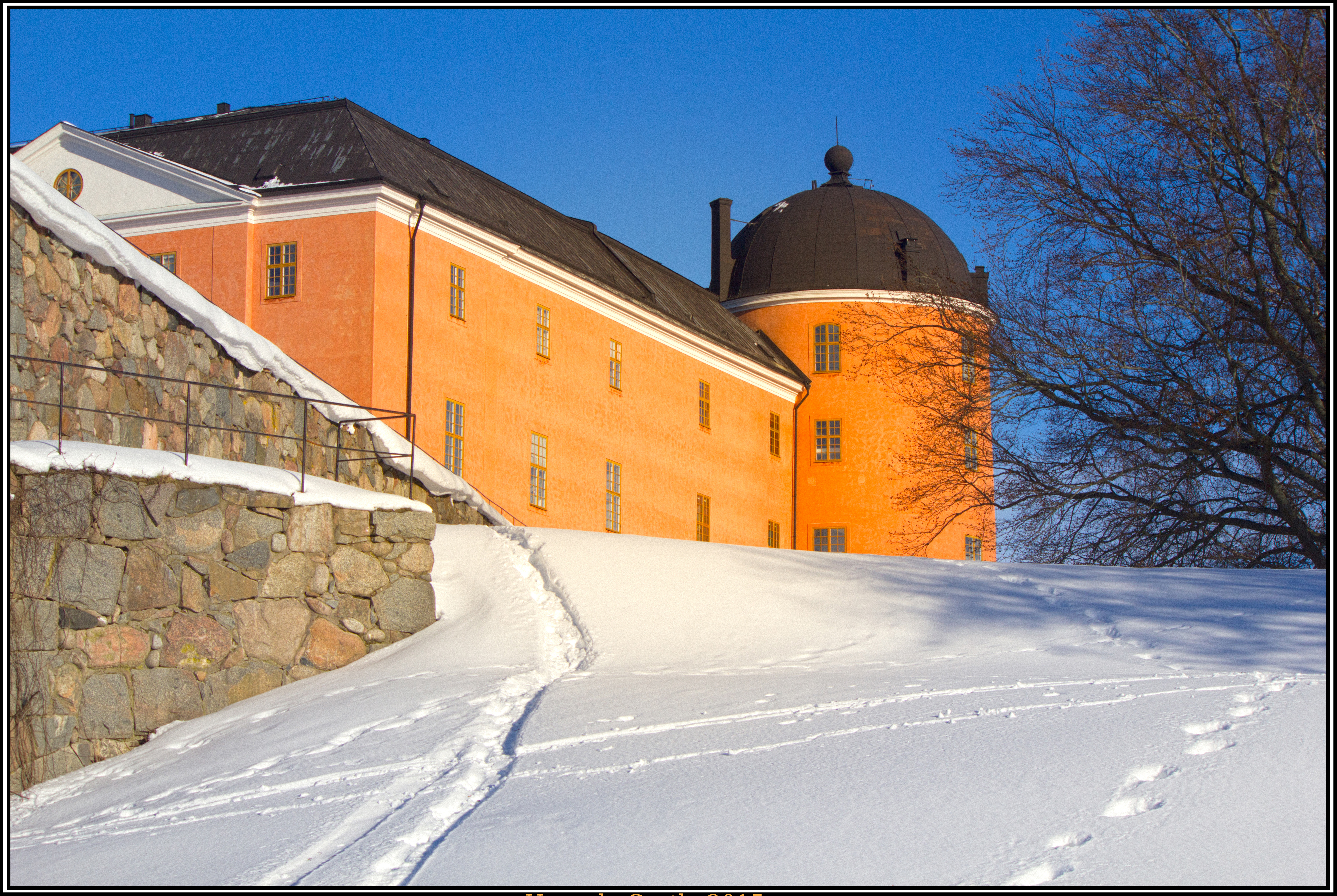
Uppsala slott, vintertid.
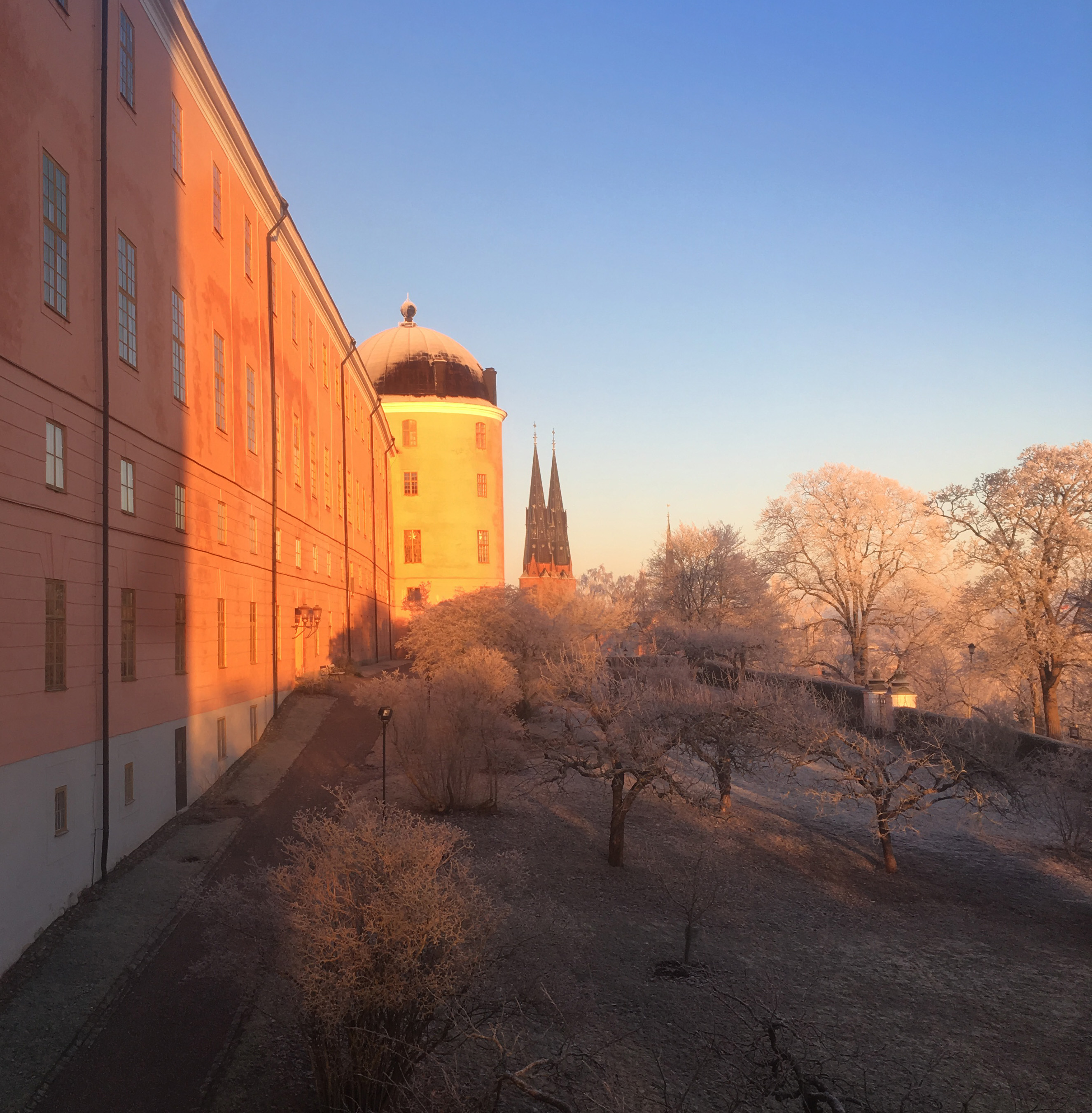
Uppsala slott, utsikt från Södra tornet över landshövdingens trädgård mot Uppsala domkyrka.

## Slottsträdgårdar
På 1540-talet anlades en trädgård öster om slottet. Idag finns endast Svandammen kvar av den slottsträdgården. På 1600-talets mitt anlades en ny trädgård sydväst om slottet. Nuvarande Botaniska trädgården, direkt väster om Uppsala slott, började som slottsträdgård. Den anlades 1665 och blev en botanisk trädgård 1787. Numera separeras Botaniska trädgården och Uppsala slott av Dag Hammarskjölds väg.

## Byggnader och nuvarande bruk

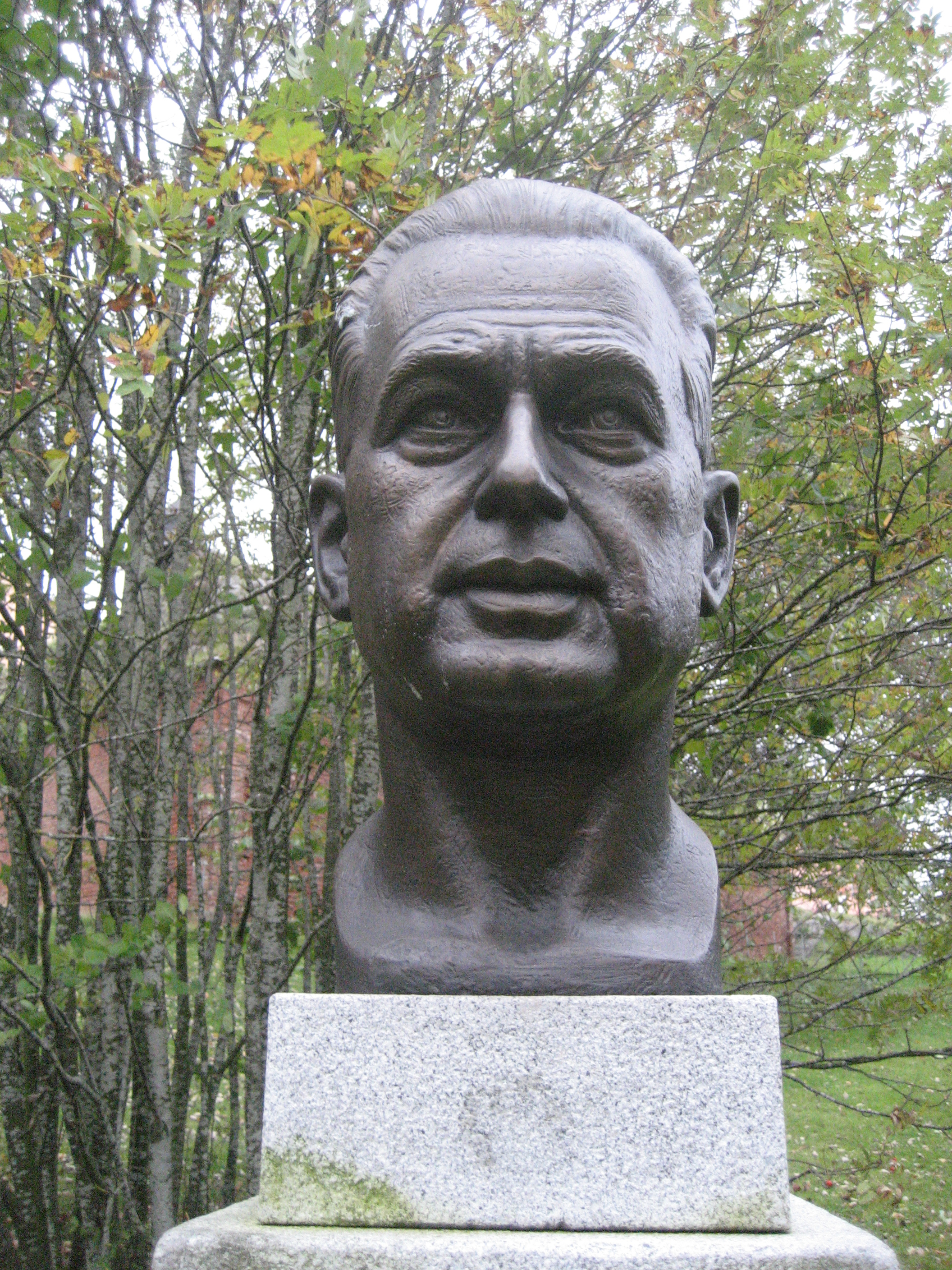
Byst av Dag Hammarskjöld

Slottet är idag bostad för landshövdingen. Här finns även tre museer: Uppsala konstmuseum, Uppsala Slottshistoriska, och Vasaborgen. Mellan 2005 och 2020 fanns även Sveriges Fredsmuseum i slottet. Utställningen Vasaborgen, som finns i ruindelen av slottet, drivs av föreningen "Vasaborgen kultur och upplevelser" och kan besökas under sommarhalvåret. Den gamla Vasaborgen vid Uppsala slott erbjuder förbokade historiska visningar och spökvandringar för företag och skolor, samt vigslar i tornrummet. I slottet finns också flera företag, bland annat reklambyrå, finansbolag, skeppsmäklare och datakonsulter. En av de som bott på slottet under senare tid var FN:s förre generalsekreterare Dag Hammarskjöld. Hans far Hjalmar Hammarskjöld var landshövding i början av 1900-talet och slottet har således varit Dag Hammarskjölds barndomshem.
Utanför slottet står Gunillaklockan, Bengt Fogelbergs stora byst av Gustav Vasa, samt en byst av Dag Hammarskjöld.
Södra tornet är Uppsalas högst belägna byggnad och har totalt elva våningar inräknat källare och vind. Tornet rymmer idag ett flertal företag, samt hyser ingångar till Vasasalen och Rikssalen. Här har bland annat varit fängelse och var fram till 1994 sjukhusets vattentorn. Tornet har skadats ett flertal gånger i bränder sen det uppfördes på 1500-talets slut och det fick sin nuvarande form först 1820. Idag är det främst kontorslokaler i tornet.

## Klotter

### Kungsvåningen
I Bastion Gräsgård, de äldre delar av slottet som ännu finns bevarade,  finns klotter som tros vara från 1600-talet. Däribland några som kan vara från kungabarn, andra från audienssökande och hovfolk. Den äldsta dateringen som hittats är från 1595 i kungsvåningen. Från vad som då var barnkammaren kan man se ett brädspel och en människa hängande från en galge. Man kunde se avrättningar från barnkammaren. Ännu en hängande människa kan hittas inuti den större av två ristade skosulor. Sedan finns det ett monogram som påminner om Gustav II Adolfs monogram, en man med armborst och orden "P.L.S DOMINICUS LAURENTII VERBELIUS", därunder ytterligare men inkomplett och svårtolkad text. Daterad med 22 maj 1661 finns det en fint skuren medaljong. Diverse klotter syns med årtalet 1651 och "DIE MICHAELIS" (Mikaels dag).

### Andra ställen
I östra borgstugan finns ett skepp med rigg, flagga och vimpel. På en fängelsedörr står "1631:DEN:9:FEBRU:KOM:IAG:HIT:I FAN(ga) 1631:DEN 28 SEPTE:GIK:IAG:TIL:MIN:DÖD". Uppe i norra tornet har hantverkare, som tros ha varit där för att måla taket, från 1800-tal och 1900-tal målat signaturer. Viss text är svårförstådd vilket beror på att hantverkaren inte hade lärt sig att skriva ordentligt.